# Bulltofta
Bulltofta is een deelgebied (Delområde) in het stadsdeel Kirseberg van de Zweedse stad Malmö. De wijk telt 1.132 inwoners (2013) en heeft een oppervlakte van 1,04 km².
De voormalige luchthaven Bulltofta bevindt zich in de wijk. De luchthaven was van 1923 tot 1972 de belangrijkste luchthaven van Malmö, sindsdien heeft Malmö Airport deze positie overgenomen. Anno 2014 is het gebied in gebruik door bedrijven.